# فرانکی کارل

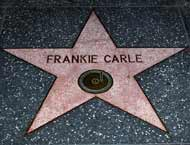
ستاره کارل در پیاده‌رو شهرت هالیوود

فرانکی کارل (انگلیسی: Frankie Carle؛ ۲۵ مارس ۱۹۰۳ – ۷ مارس ۲۰۰۱ (aged 97)) یک موسیقی‌دان، نوازنده پیانو و رهبر گروه موسیقی اهل ایالات متحده آمریکا بود. وی بین سال‌های ۱۹۱۶ تا ۱۹۸۹ میلادی فعالیت می‌کرد.
از فیلم‌ها یا برنامه‌های تلویزیونی که وی در آن نقش داشته است می‌توان به رؤیای من مال توست اشاره کرد. نام وی در پیاده‌رو شهرت هالیوود درج شده است.

## نگارخانه

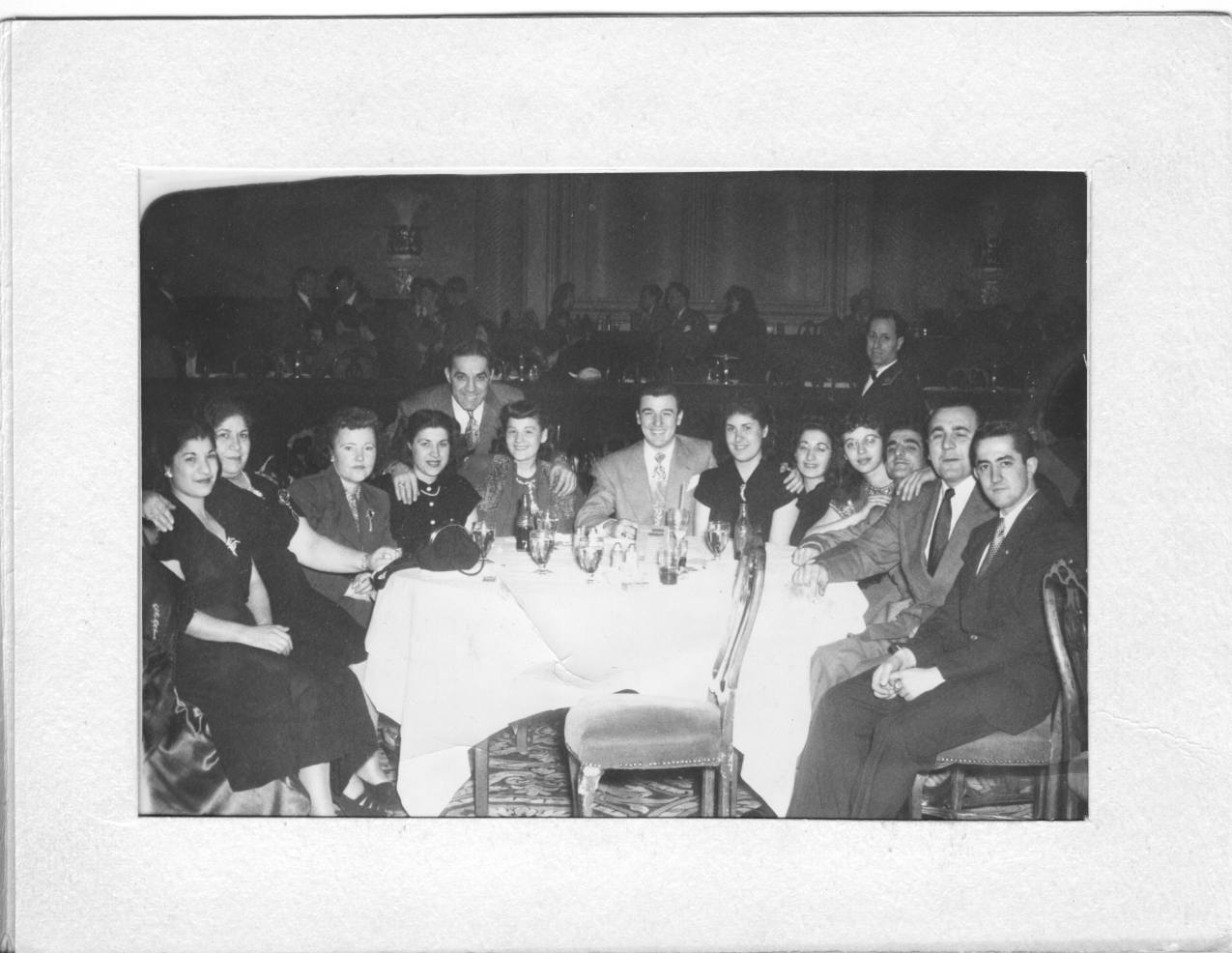